# Fluoreszcenciamikroszkóp

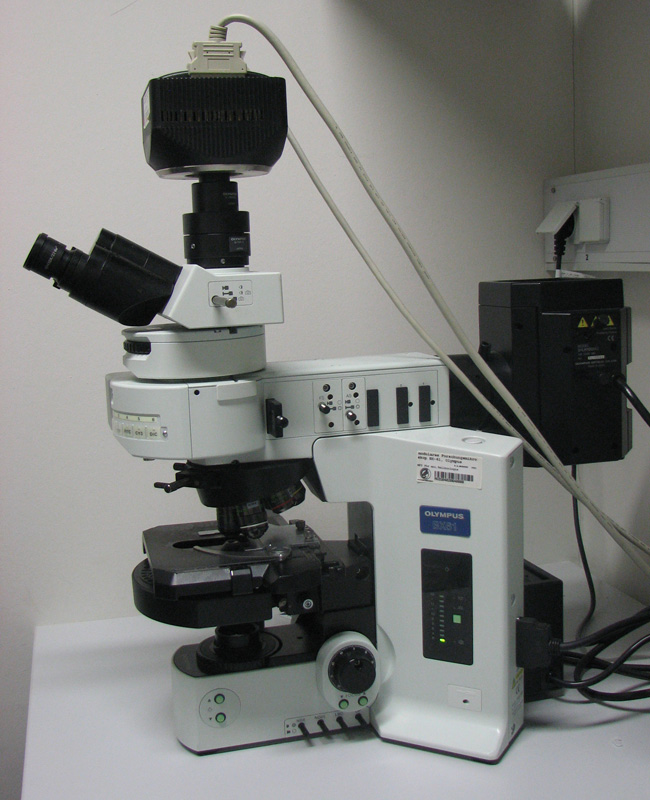
Digitális kamerával ellátott fluoreszcenciamikroszkóp

A fluoreszcenciamikroszkóp egy olyan fénymikroszkóp, ami a mintáknak a fény által kiváltott emisszióját, fluoreszcenciáját képezi le.
A minta elemeinek szelektív megfigyelésével jobb minőségű képek készíthetők. A fluoreszcencia jelenségét is kihasználó mikroszkópia kombinálható a konfokális pásztázó mikroszkóp módszerével, és megtalálható sok mai modern mikroszkópiai eljárásban is. A stimulált emisszió kioltás (Stimulated Emission Depletion, STED) révén pedig megvalósulhatott a szuperfelbontású mikroszkópia, aminek kidolgozásáért Stefan Hell, Eric Betzig és William Moerner 2014-ben kémiai Nobel-díjat kapott.

## Működése
A fluoreszcencia felhasználása a mikroszkópos vizsgálatokban azon alapul, hogy a legtöbb szerves vegyület – így például számos sejtkomponens, A-, B-, C-vitamin, aminosavak – ultraibolya vagy látható fénnyel megvilágítva a kémiai szerkezetére jellemző tulajdonságú látható fényt bocsát ki. A különböző vegyületek rendszerint más és más színben világítanak, s így a kémiai összetételükben különböző sejtek vagy alkotórészek a metszetben fluoreszcencia kibocsátásuk alapján jól megkülönböztethetők. Ezen az úgynevezett saját fluoreszcencián kívül fluoreszcens festéket – fluoroforokat – is lehet alkalmazni.  A klasszikus mikrotechnikai festési eljárásokkal szemben, a fluoreszcenciamikroszkóp alkalmazásakor nagy előny – mind a belső, mind a külső fluoreszcencia megfigyelése esetén – hogy a vizsgálandó szövetet megkíméli a fixálás és a festés durva kémiai hatásaitól, elkerülhető az élő szövet elváltozása. Az eljárás előnye még az is, hogy a metszet a mintavételezés után néhány órán belül már vizsgálható. Szövetek vizsgálatán kívül felhasználják a módszert saválló baktériumok kimutatására is.

A leképezés sémája a fluoreszcenciamikroszkópban

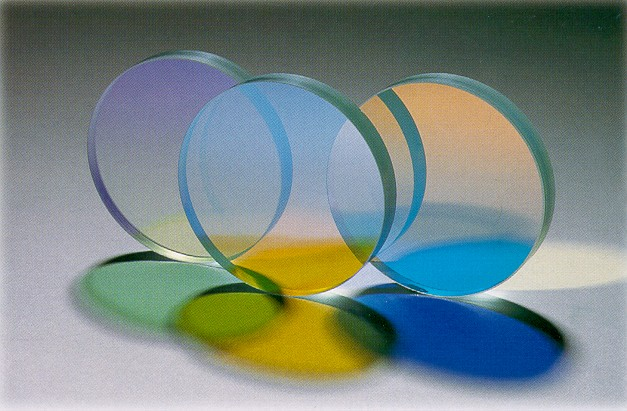
Dikroikus szűrők

## Felépítés
A fluoreszcenciamikroszkópban a széles sávú fényforrás fényéből egy színszűrő választja ki a gerjesztéshez optimális hullámhosszú komponenseket. A dikroikus tükör ezt a hullámhosszú fényt visszaveri, ami az objektíven keresztül a mintára jut. A mintában elnyelődő, gerjesztő fény által kiváltott fluoreszcens fényt az objektív gyűjti össze, ami utána az előbbi dikroikus tükrön keresztül jut a detektorra. 
A dikroikus tükör (vagy szűrő) egy olyan speciális optikai elem, ami az egyik hullámhosszú fényt tükörként visszaveri, a másikat átengedi. Az átlátszó lemezre párologtatott vékony fémoxid rétegben az interferencia jelensége miatt az egyik hullámhosszú fénykomponensre kioltás, a másikra erősítés történik. A réteg vastagságával és anyagának törésmutatójával tervezhetők a kiválasztani kívánt hullámhosszak. A dikroikus szűrő azt is megakadályozza, hogy a sokkal nagyobb intenzitású gerjesztő fény a megfigyelőtérbe jusson. Ezzel és a detektor elé helyezett emissziós oldali szűrővel a viszonylag gyenge emisszió esetén is jó kontrasztos kép készíthető.

## Megvilágítás
Megvilágításra korábban higanygőzlámpát vagy fémelektródokkal működő ívlámpát használtak, de manapság egyre inkább lézereket. Mivel az időben folytonos lézerek egyszínű fényt bocsátanak ki, ebben az esetben nincs szükség a gerjesztő oldalon szűrőre. A ma már rendelkezésre álló kisméretű, olcsó diódalézerek a gerjesztő hullámhosszak tekintetében széles választékban állnak rendelkezésre. Jól fókuszálható, 300-1000 nm közötti hullámhosszú, kényelmesen használható fényforrások. 

## Fluoreszcens festékek
Az esetek nagy részében a natív fluoreszcenciát inkább kerülni kell. Ráadásul a szelektív jelölés, és ezzel szelektív megfigyelés előnye, hogy kiválaszthatóvá teszi a mintának a vizsgálat szempontjából fontos elemeit, például a tumoros sejteket. Korábban leginkább az ultraibolya fénnyel gerjeszthető festékek álltak rendelkezésre, ma már széles választékban találunk a látható fényre fluoreszkáló fluoroforokat, így az egyszerűbb eszközökben elkerülhető a drágább kvarcból készült optikai elemek, lencsék használata. A jelölésre használt festékek például az akridin narancs, illetve a fluoreszcein és származékai.

## Fluoreszcenciamikroszkóppal készült felvételek

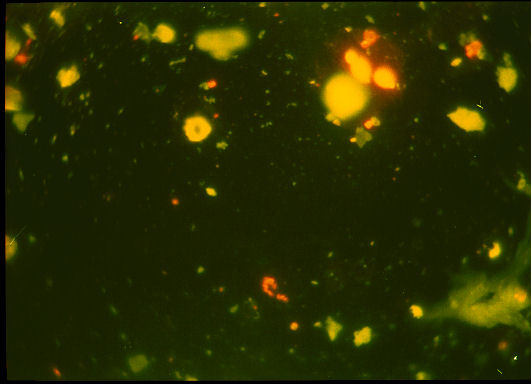
Candida a vizeletben
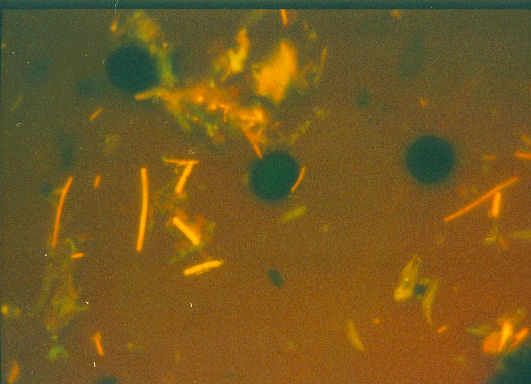
Rozsdagomba spórái akridin narancs festéssel
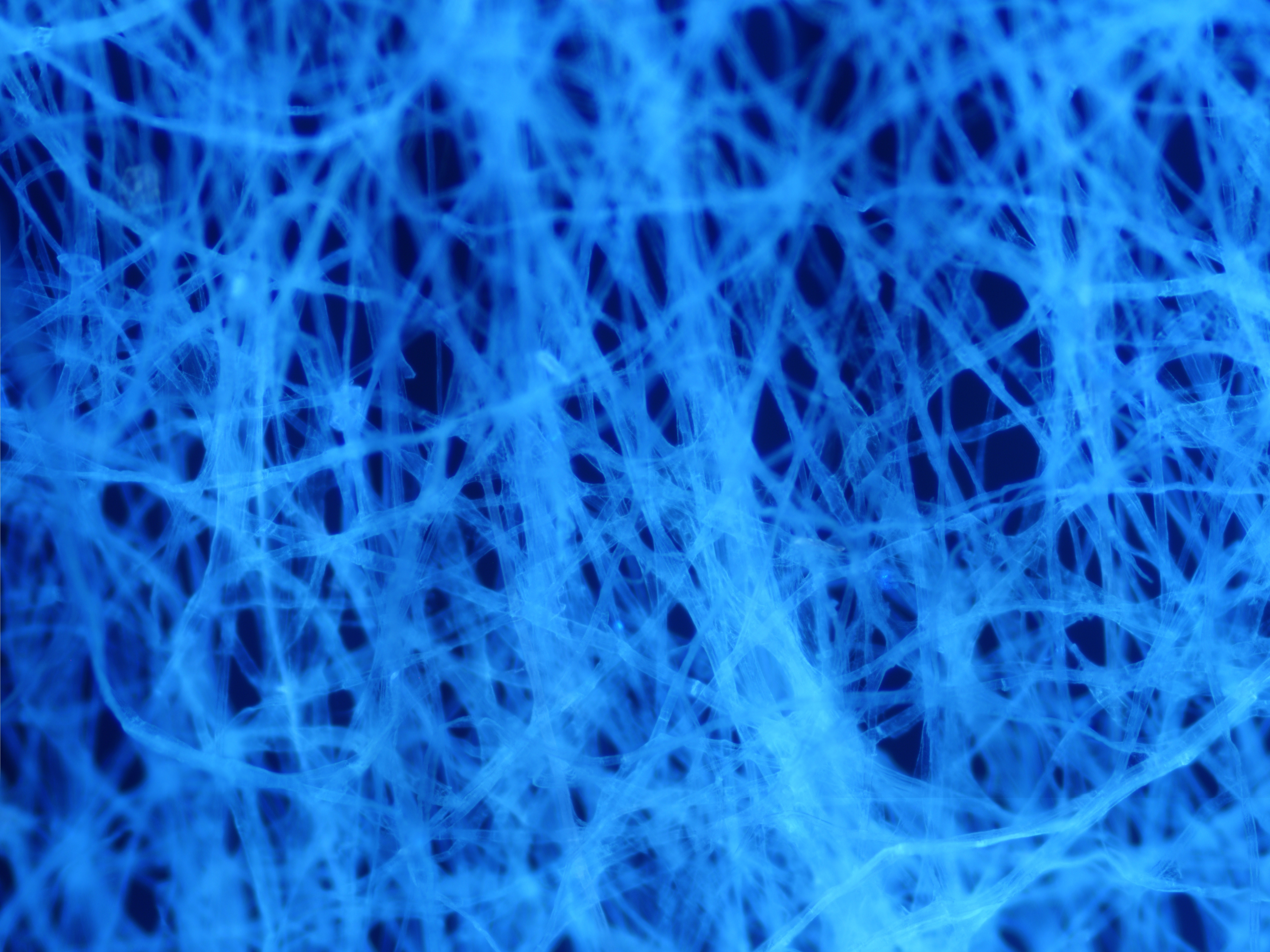
Mikroszkópos felvétel a papír saját fluoreszcenciájáról
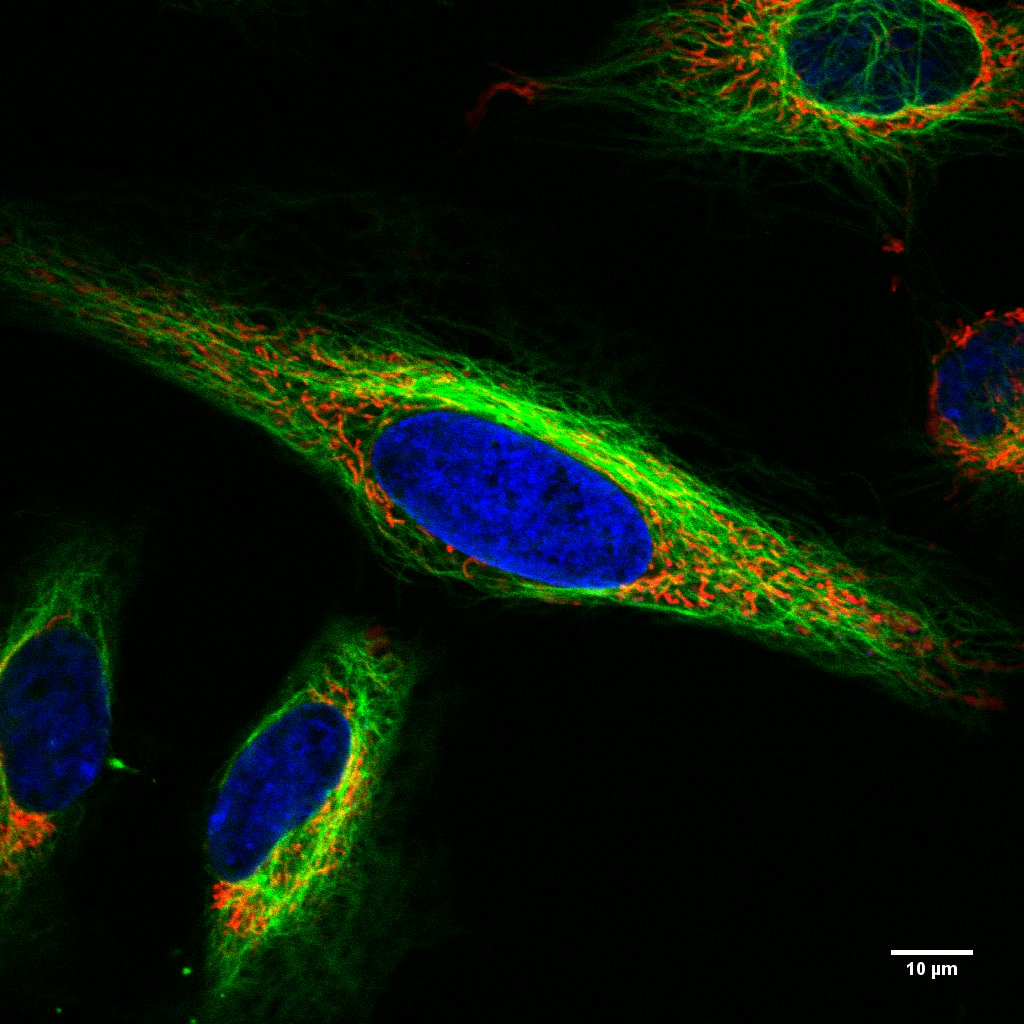
HeLa sejtek különböző színű fluoroforokkal festett képe
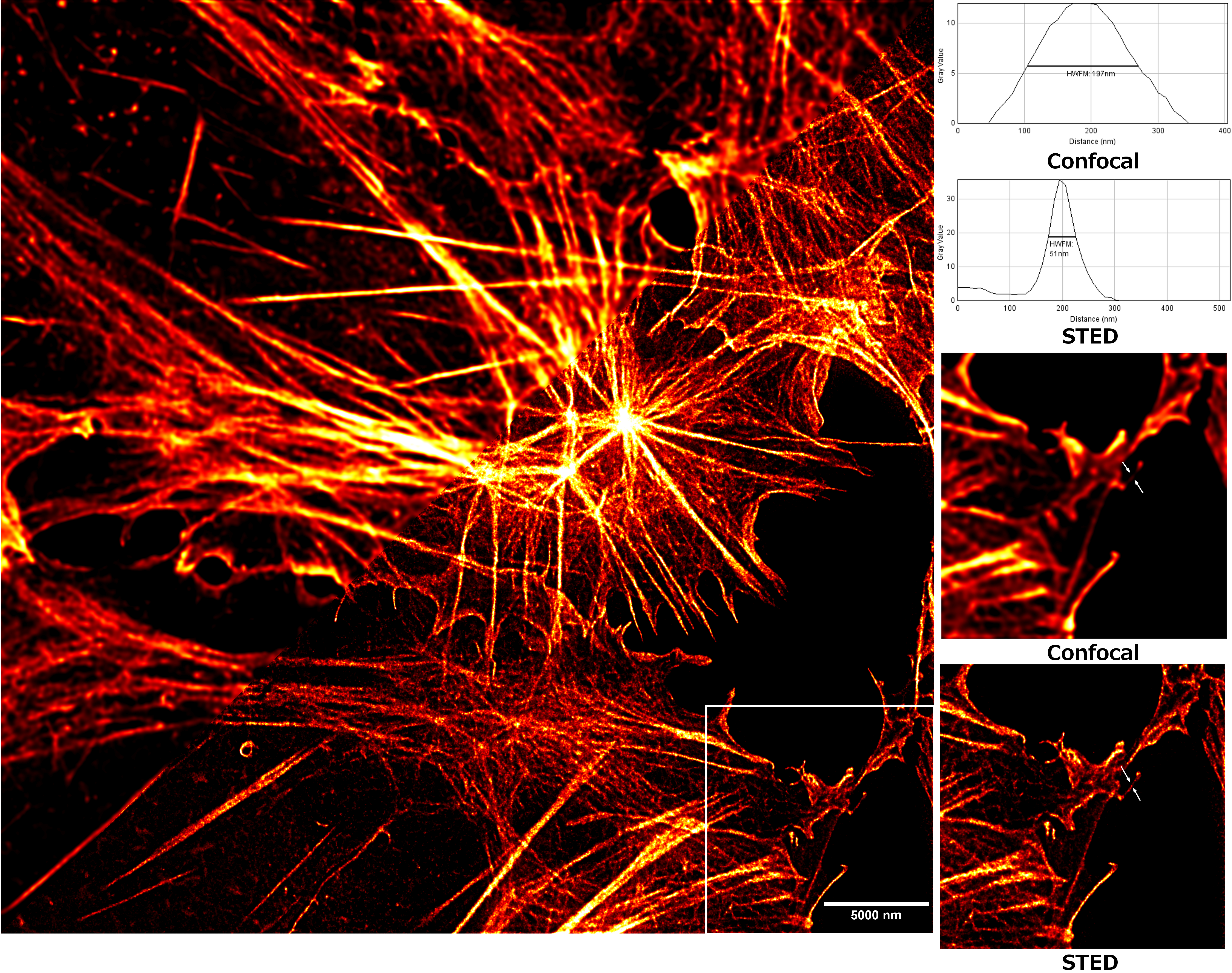
Szuper felbontású mikroszkópban és fluoreszcenciával kombinált konfokális mikroszkópban készült felvételek összehasonlítása
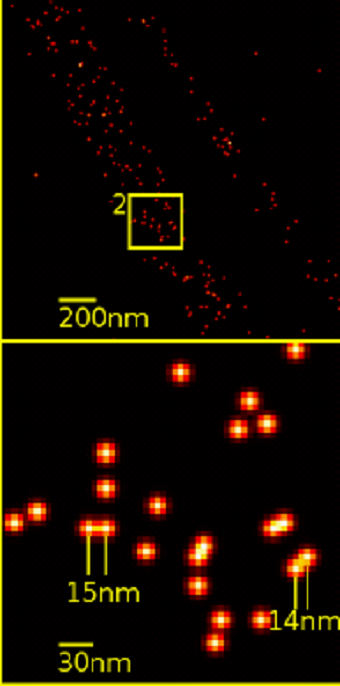
Fluoreszcencia- és szuperfelbontású mikroszkópos felvétel tumoros sejtekről